# DF-31

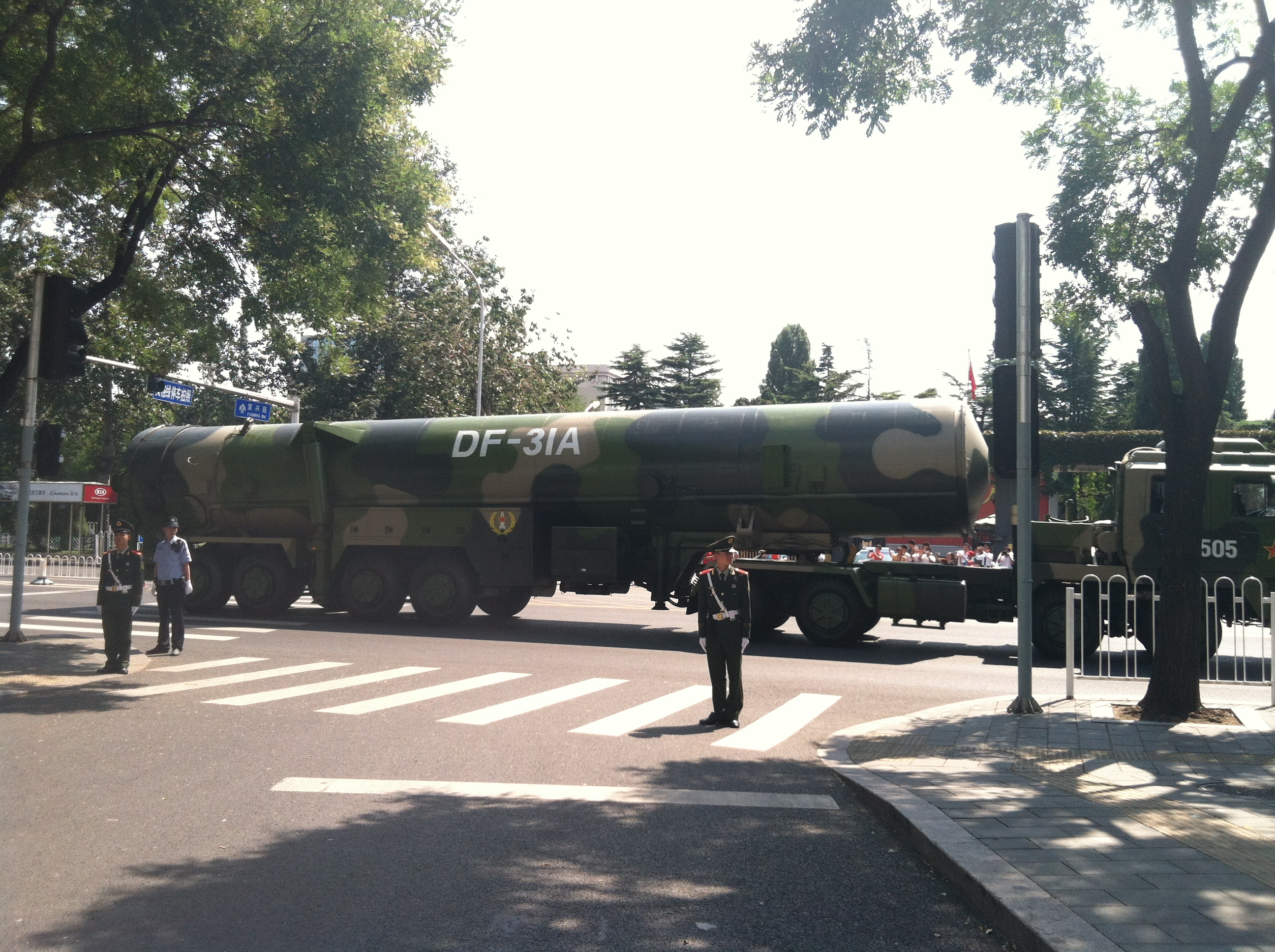
Le DF-31A sur son véhicule porte-missile, lors de la parade militaire du 3 septembre 2015 à Pékin, célébrant les 70 ans de la fin de la Seconde Guerre mondiale.

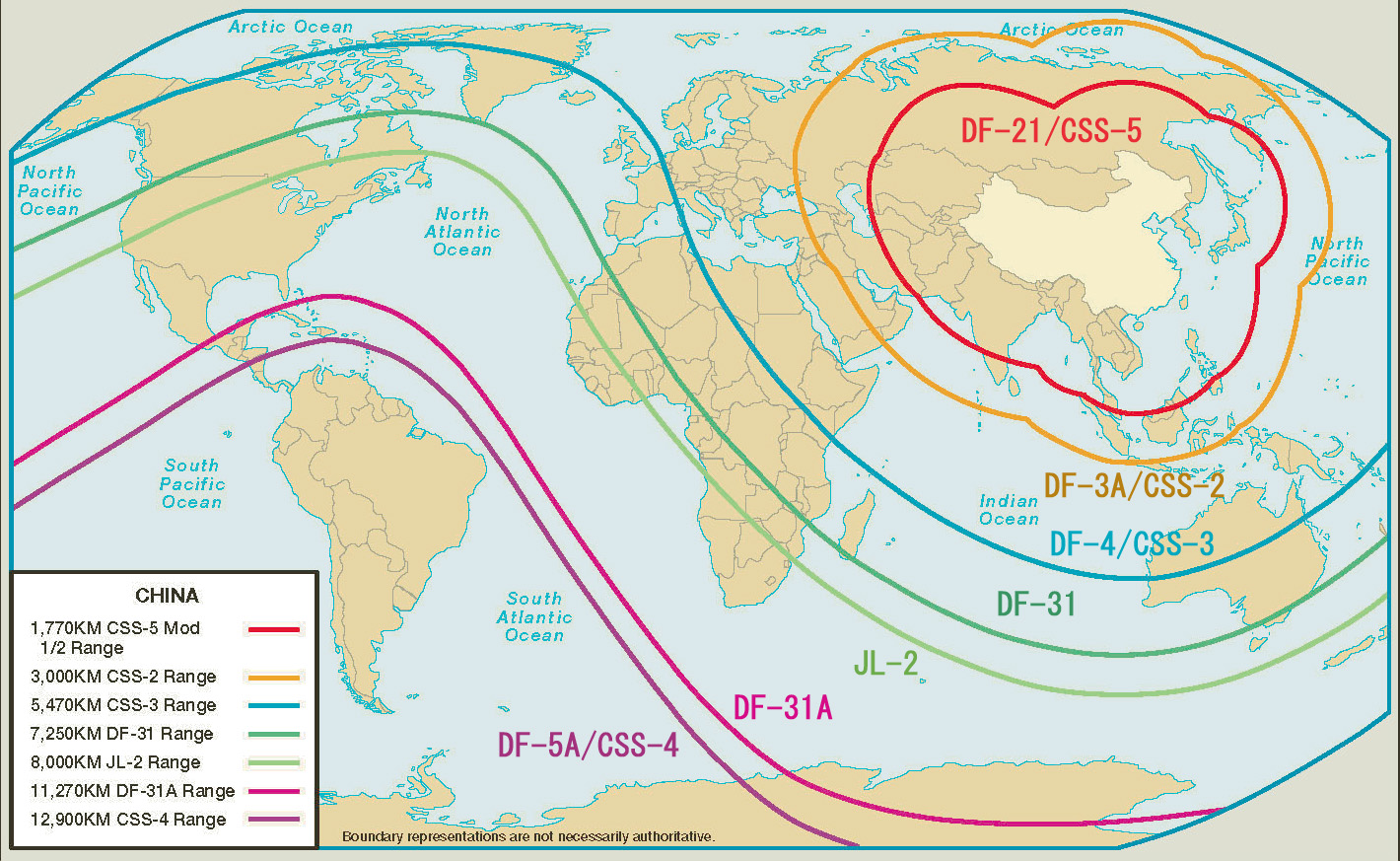
Portée des différents missiles balistiques chinois, dont les DF-31 et DF-31A.

Le DF-31, ou Dong Feng-31, (du chinois : 东风, signifiant « vent d'est »), est un missile balistique intercontinental à longue portée développé par la Chine. Désigné CSS-9 par le département de la défense américain (DoD), il est porteur de l'arme nucléaire et est un dérivé « terrestre » du JL-2, opérant depuis les sous-marins. Le missile sert également de base au lanceur orbital Longue Marche 11.

## Historique
La république populaire de Chine commença le développement du DF-31 au milieu des années 1980, afin de donner un successeur de seconde génération au DF-4. L'entreprise ARMT (plus tard re-désignée « 4e académie ») fut désignée comme contractant principal, alors que la branche de recherches du second corps d'artillerie apporterait son soutien dans la mise au point du projet.
Cette version terrestre du JL-2 fut d'abord désignée DF-23, mais devint DF-31 en raison de changements au niveau des nécessités opérationnelles. Il fut d'abord testé au sol en 1995, puis les tests d'éjection depuis les silos commencèrent en 1998. Le missile fut présenté pour la première fois le 1er octobre 1999, lors de la parade de la fête nationale, qui correspondait au 50e anniversaire de la création de la république populaire de Chine.
L'équipe de développement du programme DF-31/-31A aurait en tout effectué onze tirs de tests différents sur le missile. Si les médias d'information nationaux rapportèrent que le test du 2 août 1999 (avec une charge inerte) fut un succès, d'autres sources affirmèrent qu'il n'en fut rien, pas plus que les deux autres tests qui suivirent en 2000. Bien que le missile ait été déclaré en service en 1999, Son déploiement opérationnel n'aurait été effectif qu'à partir de 2006, lors de sa livraison au second corps d'artillerie,. Il effectua d'ailleurs un test réussi cette année, parcourant une distance supérieure à 2 500 km.
En 2009, les services de renseignements de l'US Air Force rapportèrent que moins de quinze missiles avaient été déployés. L'année suivante, le rapport du département de la défense américain déclara qu'au mois d'août 2010, environ trente missiles DF-31 et DF-31A étaient opérationnels, ce qui signifiait une augmentation du nombre de missiles de 5 à 10 unités en l'espace d'une seule année. Les prévisions tablent sur un chiffre d'environ cinquante missiles opérationnels pour l'année 2015,.

## Caractéristiques
Le DF-31 est un missile balistique à très longue portée, conçu pour être tiré depuis des plateformes mobiles, bien que pouvant être lancé depuis des silos. Dans le cas d'un lanceur mobile, le véhicule employé est un tracteur-érecteur-lanceur TEL à 8 essieux. Doté de trois étages brûlant un propergol solide, il est surmonté d'une charge utile de 1 050  à   1 750 kg, constituée au choix d'une ogive nucléaire unique d'une puissance d'une mégatonne ou d'un Mirvage de trois ou quatre têtes plus petites, d'une puissance de 20, 90 ou 150 kt. La possibilité de la présence de ces unités MIRV est basée sur les onze différents tests effectués par la Chine entre 1983 et 1996, avec des charges d'une puissance comprise entre 20  et   150 kt.
La portée réelle du missile a souvent été une source de confusions, certaines sources estimant sa portée entre 8 000  et   11 700 km. En 1987, le Pentagone déclara que la portée du missile serait « au moins » de 8 000 km, mais après avoir visionné et analysé de nombreuses fois les vols de tests, cette portée minimale fut ramenée à 7 250 km. Alors que la précision de l'attaque était estimée à un taux d'erreur circulaire probable d'environ 300 m, plusieurs rapports ont suggéré qu'un missile lancé d'un silo aurait une précision de l'ordre de 100 m, alors qu'elle serait de 150 m s'il était lancé d'un véhicule.

## DF-31A
La Chine a développé le DF-31A, une version modifiée et améliorée du DF-31 dotée d'une portée étendue à plus de 11 270 km. Avec une telle capacité, il serait en mesure de frapper des cibles aux États-Unis, en Europe et en Russie.
Comparé à son aîné, ce missile possède un troisième étage dont le diamètre a été réduit à 1,5 m, et sa masse totale serait de 63 tonnes. Il serait également doté d'une capacité de mirvage et emploierait diverses tactiques évasives pour rendre sa détection et sa destruction plus difficiles, tels des leurres ou des paillettes. Il emploierait également des systèmes de guidage assez évolués, GPS et navigation astronomique pour se frayer un chemin jusqu'à sa cible sans encombre.

## Utilisateur
- Chine : au sein des forces des fusées de l'Armée populaire de libération (anciennement second corps d'artillerie), depuis 2006[8].